# Too Many Zooz
Too Many Zooz est un groupe de musique américain basé à New York, composé de Leo Pellegrino (saxophone baryton), Matt Doe (trompette) et David Parks, dit « King of Sludge » (percussions).

## Carrière
Pellegrino et Doe se sont rencontrés à la Manhattan School of Music qu'ils fréquentaient en tant qu'étudiants. Pellegrino et Parks ont joué ensemble dans le groupe Drumadics, un groupe de rue local. Formant le groupe pendant l'année 2013, le trio commence à se produire au mois d'août de cette même année dans différentes stations du métro new-yorkais adoptant un style qu'ils qualifient eux-mêmes de brass house.
Leur réputation grandit lorsque la vidéo de l'une de leurs performances, enregistrée par un passant à la station Union Square, devient virale sur YouTube en mars 2014.

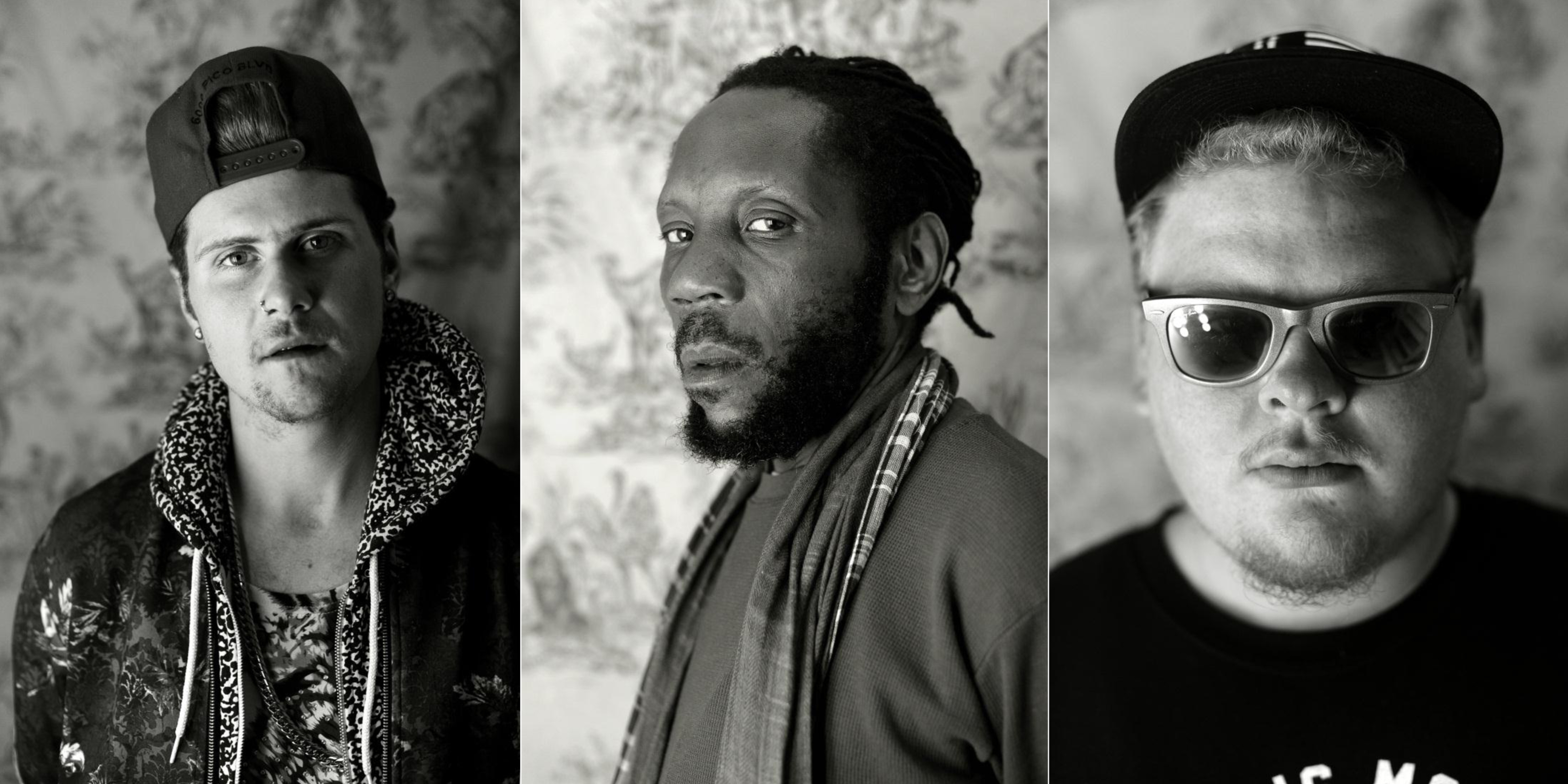
Too Many Zooz - Festival 7ème Vague 2015.

## Concerts et enregistrements
À partir de janvier 2015, le groupe entame une tournée dans des salles de spectacle à travers les États-Unis. Continuant leurs représentations, ils accompagnent Beyoncé lors de sa performance télévisée du 2 novembre 2016 à Nashville, Tennessee.
Too Many Zooz enregistre un EP, F NOTE, en janvier 2014, qu'ils vendent lors de leurs performances dans le métro. Le groupe a enregistré trois autres EP puis leur premier album, Subway Gawdz, sorti le 27 juin 2016.
Le morceau Warriors tiré de l'album Subway Gawdz est utilisé par la publicité pour le Pixel 2 de Google en octobre 2017.

## Discographie
- F NOTE (EP) (19 janvier 2014)
- Fanimals (EP) (6 septembre 2014)[5]
- Brasshouse Volume 1: Survival of the Flyest (EP) (21 novembre 2014)
- The Internet (EP) (1er mai 2015)
- Subway Gawdz (LP) (27 juin 2016)
- A Very Too Many Zooz Xmas (EP) (19 December 2018)
- ZombiEP (EP) (September 2019)
- Retail Therapy (2024)